# Bielick
Bielick (biał. Беліцк) – osiedle na Białorusi, w obwodzie homelskim, w rejonie rohaczowskim, 0,5 tys. mieszkańców (2010), położone 24 km na południowy wschód od Rohaczowa.